# Alexandre II Pico della Mirandola
Alexandre II Pico della Mirandolla (em italiano:  Alessandro II Pico della Mirandola; Mirandola, 30 de março de 1631 – Concordia sulla Secchia, 2 de fevereiro de 1691) foi um nobre militar italiano, que foi Duque de Mirandola e Marquês de Concordia.

## Biografia

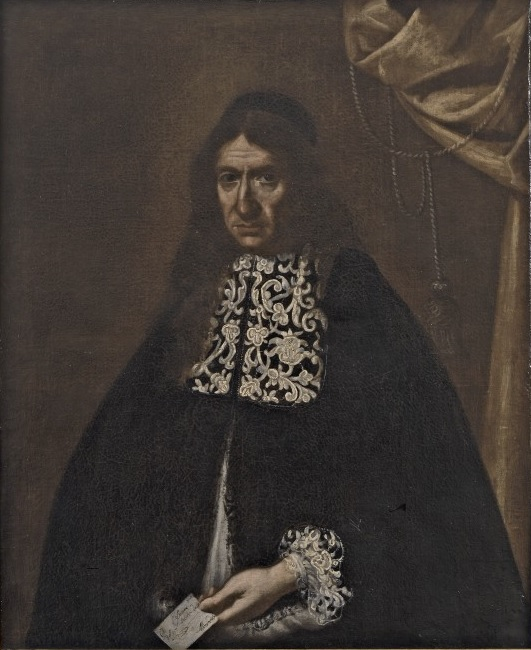
Francesco Stringa, Ritratto di Alessandro II Pico (Museu Cívico de Mirandola)

Alexandre era filho de Galeotto IV e de Maria Cybo-Malaspina (1609-1652), filha de Carlos I Cybo-Malaspina, Príncipe de Massa e Marquês de Carrara.
A 2 de setembro de 1637, com a idade de 6 anos, herdou por testamento de seu avô Alexandre I o Ducado de Mirandola, recebendo a confirmação da sua investidura em 1641 do imperador Fernando III de Habsburgo. Devido à pouca idade, a regência foi confiada a sua mãe e à tia Maria (1613-1682), que renunciou à tutela em 1648.
A 29 de abril de 1656 casou com Ana Beatriz d’Este, filha do Duque de Módena e Reggio Afonso III e Isabel de Savoia, de quem teve nove filhos. Teve também dois filhos naturais..
Em 1666, tomou o Ducado de Milão, ao serviço do rei de Espanha Carlos II, que o nomeou cavaleiro da Ordem do Tosão de Ouro. 
A 6 de junho de 1669, e a pedido do papa Clemente IX, parte de Mirandola para Veneza, de onde, no mês seguinte, navegou para a ilha de Creta com nove navios de guerra e três mil soldados. Após uma escala em Zante, aportou a Candia a 23 de agosto de 1669 juntando-se à forças francesas, pontifícias e venezianas na Guerra de Cândia contra os Otomanos, que sitiavam a cidade grega há mais de vinte anos. Alexandre Pico foi nomeado mestre de campo das tropas pontifícias. Contudo, em 5 de setembro de 1669, os defensores de Cândia tiveram que assinar a rendição aos Turcos, obtendo as Honras de Guerra. Alexandre, atingido pela malária, regressa a Mirandola onde foi acolhido triunfalmente.
Foi um príncipe amante das artes e faz edificar em Mirandola a Igreja de Jesus (chiesa del Gesù) e a igreja dos Servos de Maria (chiesa dei Servi di Maria). Ele criou uma biblioteca e uma galeria de arte, remodelando o castelo dos Pico, e pavimentar com empedrado todas as estradas de Mirandola. Procurou ainda obter a investidura de Mirandola como sede de um bispado, mas sem êxito.
Pela sua morte, o ducado de Mirandola e Concordia foi herdado pelo seu jovem neto Francisco Maria II, confiando a regência dos estados à irmã Brígida Pico.

## Descendência
Alexandre casou em 1656 com Ana Beatriz d’Este, filha de Afonso III, Duque de Módena e Reggio, de quem teve nove filhos:
- Maria Isabel (Maria Isabella) (1657-1720);
- Laura (Laura) (1660-1720), que casou com Fernando II Gonzaga, 5.º e último Príncipe de Castiglione delle Stiviere e Solferino e marquês de Medole[7];
- Francisco Maria I (Francesco Maria) (1661-1689), homem de letras e príncipe herdeiro de Mirandola, casou com Ana Camila Borghese, de quem teve um filho, Francisco Maria II, que veio a suceder como último Duque de Mirandola e Marquês de Concórdia;
- Galeoto (Galeotto) (1663-1710), Senhor de San Martino Spino;
- Virgínia (Virginia) (1665), freira no mosteiro de San Ludovico, em Mirandola;
- Fúlvia (Fulvia) (1666-1731), que casou com Tommaso d'Aquino, Príncipe de Feroleto e Castiglione, grande de Espanha;
- João (Giovanni) (1667-1723), Marquês de Quarantoli;
- Ludovico (Lodovico) (1668-1743), cardeal;
- Alexandre (Alessandro) (1670-1711), cavaleiro da Ordem de Malta.

Teve também três filhos naturais:
- Catarina (Caterina), freira no mosteiro de San Ludovico, em Mirandola;
- Frederico (Federico);
- João Francisco (Gianfrancesco).